# Johannes Pauli
Johannes Pauli (Slavenkust, 1759 – Hilvarenbeek, 3 november 1819) was een Afro-Surinaamse tot slaaf gemaakte die veldwachter werd in Hilvarenbeek en omgeving. Zijn Afrikaanse naam is niet bekend. Zijn slavennaam was Adam.

## Drie continenten
Johannes Pauli bereisde in zijn leven de trans-Atlantische driehoek. Hij werd geboren 'op de kust van Guinée' in West-Afrika. Als slaafgemaakte kwam hij terecht op een van de plantages van (toen reeds overleden) Isaac Peneux (1703-1737) in Suriname. In 1772 werd hij door David Peneux meegenomen naar de Republiek der Verenigde Nederlanden, waar hij een van de eerste 'zwarte Brabanders' werd.

## Huisbediende
Kort na aankomst kwam Pauli in dienst bij Davids' zuster Marthe Peneux (1735-1799) in Tilburg. Een zwarte knecht was in die tijd een statussymbool. Marthe was aandeelhoudster in de plantages Nieuw Mocha aan de Cottica en l’Hermitage in Commewijne in Suriname. Zij was lid geweest van de Franse gemeente in Amsterdam en in 1755 getrouwd met de Tilburgse notaris Cornelis Bles (1724-1790), wiens familie belangen had in Oost-Indië. De familie Bles behoorde tot de Brabantse bovenlaag en was Nederduits Gereformeerd. Op 18 april 1779 werd Pauli in de gereformeerde gemeente van Tilburg christelijk gedoopt onder de naam 'Johannes Pauli', met de vermelding 'Westindische neger'.

## Huwelijk
In 1787 trouwde Pauli met Anneke van der Schans (1759-1829) uit ’s Grevelduin-Capelle. Uit eerder contact was reeds een kind geboren. Op de vraag van de kerkeraad aan de moeder van de bruid of ze instemde met het huwelijk kwam geen antwoord. Mogelijk was dit een stil protest tegen het gemengde huwelijk. Door toetreding tot de kerk en zijn huwelijk kreeg Pauli’s leven een nieuwe wending. Hij verhuisde met zijn vrouw en kind naar Moergestel om in dienst te komen bij de oudere broer van Cornelis, Marcellus Bles (1715-1797), gepensioneerd oostindiëvaarder en heer van Moergestel. In 1791 schrijven Pauli en Anneke zich in bij de plaatselijke gereformeerde gemeente (huidige Sint-Janskerk). In 1789 krijgen zij daar een tweede kind, Jacobus. Het eerste is kort daarvoor overleden.

## Veldwachter
Cornelis Bles bezat grond binnen de heerlijkheid Hilvarenbeek, waar hij op zondag recreëerde in zijn theekoepel bij de Leenhof op Gorp. Zijn contacten met de Beekse notabelen hielpen Johannes Pauli aan een nieuwe werkgever. Pauli werd aangesteld als ondervorser in dienst van het Hilvarenbeekse dorpsbestuur. Aldus werd hij handhaver van de openbare orde, deurwaarder en gerechtsbode. Zijn directe collega was Willem Hüffer (1747-?) uit het Graafschap Nassau, ook gereformeerd. Voor de overwegend katholieke bewoners moeten beide heren (een 'Duitser' en een 'Moor') echte vreemdelingen zijn geweest, net zoals de protestante bestuurders dat waren.
In 1805 wordt Pauli's werkgebied uitgebreid naar Diessen en Riel. In deze periode trad hij ook op als gids voor de doortrekkende militaire troepen en was hij belast met het vervoer van gevangenen. In 1808, bij de 'viering' van de verjaardag van prins Willem (de latere  Koning Willem I), belandde Pauli op de vloer van een Hilvarenbeeks café, neergeslagen door een local. Pauli's functie stond in 1809 -onder Lodewijk Napoleon- omschreven als 'sergeant de village' en in 1811 als 'garde champetre'. Bij de oprichting van het Koninkrijk der Nederlanden in 1813 werd zijn functie 'gemeenteveldwachter' genoemd. Een veldwachter moest kunnen lezen en schrijven. Zijn taken bestonden met name uit het weren van vagebonden en landlopers, het opsporen van gedeserteerde soldaten, het toezicht houden op vreemdelingen in herbergen en logementen en het beslechten van burenruzies. Het veldwachterschap was een functie die Pauli 'met alle vlijt en nauwkeurigheid' waarnam. Maar goed betaald was het niet; het bracht net genoeg op om in de primaire levensbehoeften te voorzien.

## Nalatenschap
Johannes Pauli was veldwachter van Hilvarenbeek tot zijn dood in 1819. Hij liet geen bezittingen na, wel nageslacht. Van zijn zes kinderen traden er drie in de voetsporen van vader: oudste zoon Jacobus volgde hem op in Hilvarenbeek, zoon Johannes werd veldwachter in Udenhout en zoon Paulus veldwachter in Oisterwijk. De familienaam Pauli komt nog altijd voor in Midden-Brabant en ook in andere delen van Nederland.

## Afbeeldingen

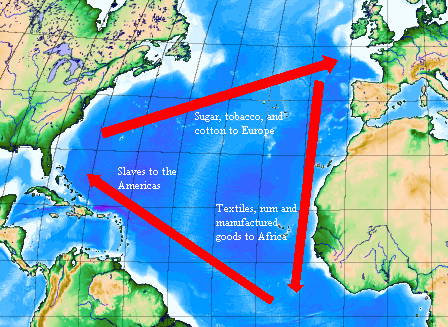
Trans-Atlantische handelsdriehoek
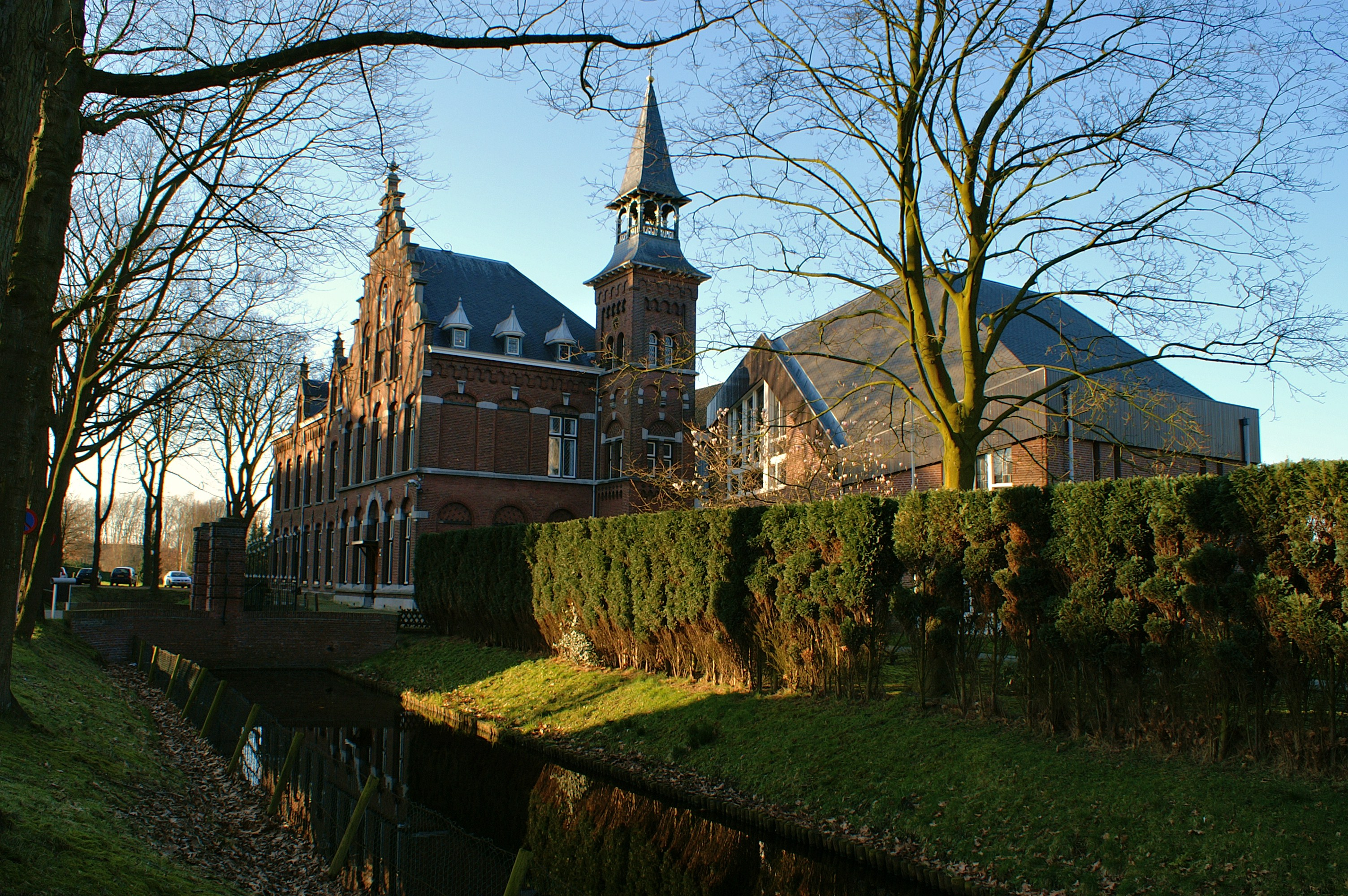
Kasteel Nieuwenhof te Moergestel (2007)
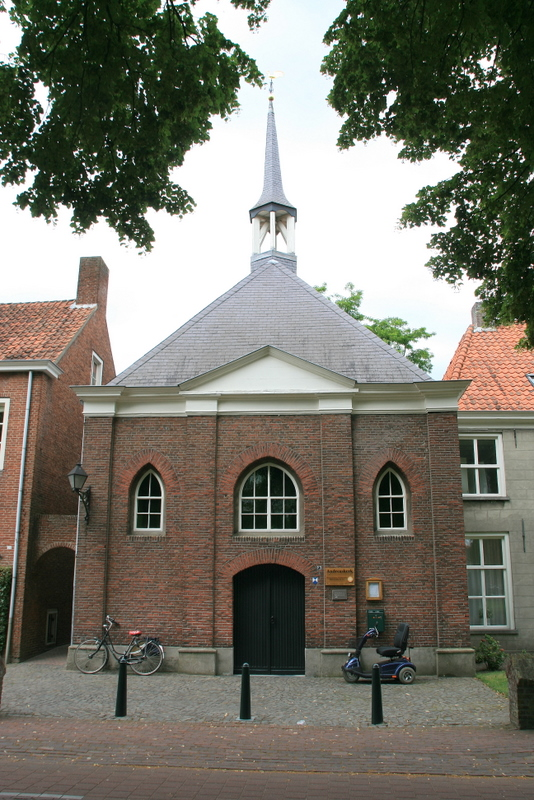
Hervormde kerk te Hilvarenbeek (2011)